# Lachowszczyzna (przystanek kolejowy)
Lachowszczyzna (biał. Ляхаўшчына, ros. Ляховщина) – przystanek kolejowy w pobliżu miejscowości Lachowszczyzna, w rejonie postawskim, w obwodzie witebskim, na Białorusi. Położony jest na linii Królewszczyzna - Łyntupy.